# Atletica leggera ai Giochi della XXIII Olimpiade - Salto in alto femminile

Video della Finale (telecronaca di Paolo Rosi)

Il salto in alto ha fatto parte del programma femminile di atletica leggera ai Giochi della XXIII Olimpiade. La competizione si è svolta nei giorni 9-10 agosto 1984 al Memorial Coliseum di Los Angeles.

## Presenze ed assenze delle campionesse in carica
| Competizione      | Atleta          | Prestazione | Los Angeles 1984 |
| ----------------- | --------------- | ----------- | ---------------- |
| Olimpiadi 1980    | Sara Simeoni    | 1,97 m      | Presente         |
| Europei 1982      | Ulrike Meyfarth | 2,02 m      | Presente         |
| Asiatici 1982     | Zheng Dazhen    | 1,89 m      | Presente         |
| Panamericani 1983 | Coleen Sommer   | 1,91 m      | Non qual.        |
| Mondiali 1983     | Tamara Bykova   | 2,01 m      | URSS assente     |

1. ↑  Per il boicottaggio.

## Assenti a causa del boicottaggio
Nota: le prestazioni sono state ottenute nell'anno olimpico.
| Primatista mondiale    | 2,07 | 20 luglio | Ljudmila Andonova |
| Camp.ssa mondiale 1983 | 2,05 | 22 giugno | Tamara Bykova     |
| Terza al mondo         | 1,99 | 1º giugno | Silvia Costa      |

## Gara
Sono assenti dalla competizione per il boicottaggio le atlete del blocco orientale. Tra le favorite per il titolo vi è Sara Simeoni con l'1,95 saltato il 30 giugno. La prima delle americane, Louise Ritter, ha saltato 1,92. In pochi credono che Ulrike Meyfarth (miglior risultato 2,03 nel 1983, per tre giorni record del mondo), possa tornare sui suoi livelli. Nell'anno in corso la tedesca è ferma a 1,94.

Alle qualificazioni sono 15 le atlete che superano la misura richiesta.

In finale, la gara della Simeoni e della Meyfarth procede in parallelo: 1,94 alla prima prova, 1,97 alla seconda. Ai due metri la Simeoni tira fuori il meglio di sé: esegue un salto perfetto e ricade sul materasso colma di gioia. Ma la tedesca non si fa impressionare, valica a sua volta la misura e poi si ripete a 2,02, migliorando anche il record olimpico. La Simeoni si deve accontentare dell'argento (2,00); il bronzo va alla statunitense Huntley (1,97).
Ulrike Meyfarth aveva già vinto l'oro a Monaco 1972 all'età di 16 anni. La sua riconferma a 12 anni di distanza è un record per la specialità.

## Risultati

### Turno eliminatorio
Giovedì 9 agosto 1984.
Qualificazione1,90 m (Q) o le prime 12 atlete classificate (q)
| Pos | Gruppo | Atleta              | Nazione        | Salti | Salti | Salti | Salti | Salti | Salti | Uscita | Note |
| Pos | Gruppo | Atleta              | Nazione        | 1,70  | 1,75  | 1,80  | 1,84  | 1,87  | 1,90  | Uscita | Note |
| --- | ------ | ------------------- | -------------- | ----- | ----- | ----- | ----- | ----- | ----- | ------ | ---- |
| 1   | A      | Christine Stanton   | Australia      | –     | –     | O     | O     | O     | O     | 1,90   | Q    |
| 1   | A      | Maryse Ewanjé-Epée  | Francia        | –     | –     | O     | O     | O     | O     | 1,90   | Q    |
| 1   | B      | Sara Simeoni        | Italia         | –     | –     | O     | O     | O     | O     | 1,90   | Q    |
| 1   | B      | Ulrike Meyfarth     | Germania Ovest | –     | O     | O     | O     | O     | O     | 1,90   | Q    |
| 1   | A      | Heike Redetzky      | Germania Ovest | O     | O     | O     | O     | O     | O     | 1,90   | Q    |
| 6   | A      | Pamela Spencer      | Stati Uniti    | –     | O     | O     | O     | XO    | O     | 1,90   | Q    |
| 7   | B      | Joni Huntley        | Stati Uniti    | –     | O     | XO    | XO    | O     | O     | 1,90   | Q    |
| 8   | B      | Diana Elliott       | Gran Bretagna  | –     | O     | O     | O     | O     | XO    | 1,90   | Q    |
| 9   | A      | Debbie Brill        | Canada         | –     | –     | O     | XO    | O     | XXO   | 1,90   | Q    |
| 9   | A      | Yang Wenqin         | Cina           | –     | –     | O     | XO    | O     | XO    | 1,90   | Q    |
| 11  | A      | Louise Ritter       | Stati Uniti    | –     | –     | O     | O     | XXO   | XO    | 1,90   | Q    |
| 12  | B      | Vanessa Browne      | Australia      | –     | –     | O     | XO    | XO    | XO    | 1,90   | Q    |
| 13  | B      | Zheng Dazhen        | Cina           | –     | O     | O     | O     | O     | XXO   | 1,90   | Q    |
| 13  | A      | Niculina Vasile     | Romania        | –     | O     | O     | O     | O     | XXO   | 1,90   | Q    |
| 15  | A      | Brigitte Holzapfel  | Germania Ovest | O     | O     | O     | O     | XO    | XXO   | 1,90   | Q    |
| 16  | A      | Lidija Lapajne      | Jugoslavia     | –     | O     | O     | O     | XO    | XXX   | 1,87   |      |
| 17  | B      | Hisayo Fukumitsu    | Giappone       | O     | O     | O     | XO    | XO    | XXX   | 1,87   |      |
| 18  | A      | Megumi Sato         | Giappone       | O     | O     | O     | XO    | XXX   |       | 1,84   |      |
| 19  | A      | Judy Simpson        | Gran Bretagna  | –     | O     | O     | XXO   | XXX   |       | 1,84   |      |
| 20  | A      | Brigitte Rougeron   | Francia        | –     | XO    | O     | XXO   | XXX   |       | 1,84   |      |
| 21  | B      | Ge Ping             | Cina           | –     | XO    | XXO   | XXO   | XXX   |       | 1,84   |      |
| 22  | B      | Christine Soetewey  | Belgio         | –     | O     | O     | XXX   |       |       | 1,80   |      |
| 22  | A      | Laura Agront        | Porto Rico     | O     | O     | O     | XXX   |       |       | 1,80   |      |
| 24  | A      | Thórdís Gísladóttir | Islanda        | –     | O     | XO    | XXX   |       |       | 1,80   |      |
| 24  | B      | Liliana Arigoni     | Argentina      | –     | O     | XO    | XXX   |       |       | 1,80   |      |
| 26  | B      | Isabel Mozún        | Spagna         | O     | O     | XXX   |       |       |       | 1,75   |      |
| 27  | A      | Constance Senghor   | Senegal        | O     | XXX   |       |       |       |       | 1,70   |      |
| 27  | B      | Brigitte Reid       | Canada         | O     | XXX   |       |       |       |       | 1,70   |      |
| 29  | A      | Liu Yen-chiu        | Taipei cinese  | XO    | XXX   |       |       |       |       | 1,70   |      |
| –   | B      | Marjon Wijnsma      | Paesi Bassi    |       |       |       |       |       |       | NP     |      |

### Finale
Venerdì 10 agosto 1984.
| Pos | Atleta             | Nazione        | Salti | Salti | Salti | Salti | Salti | Salti | Salti | Salti | Salti | Misura | Note            |
| Pos | Atleta             | Nazione        | 1,75  | 1,80  | 1,85  | 1,88  | 1,91  | 1,94  | 1,97  | 2,00  | 2,02  | Misura | Note            |
| --- | ------------------ | -------------- | ----- | ----- | ----- | ----- | ----- | ----- | ----- | ----- | ----- | ------ | --------------- |
|     | Ulrike Meyfarth    | Germania Ovest | –     | O     | O     | O     | O     | O     | XO    | O     | O     | 2,02   | Record olimpico |
|     | Sara Simeoni       | Italia         | –     | O     | O     | –     | O     | O     | XO    | O     | XXX   | 2,00   |                 |
|     | Joni Huntley       | Stati Uniti    | –     | O     | XO    | O     | O     | XO    | XO    | XXX   |       | 1,97   |                 |
| 4   | Maryse Éwanjé-Épée | Francia        | –     | O     | O     | O     | O     | O     | XXX   |       |       | 1,94   |                 |
| 5   | Debbie Brill       | Canada         | –     | O     | O     | O     | XXO   | O     | XXX   |       |       | 1,94   |                 |
| 5   | Vanessa Browne     | Australia      | O     | O     | XXO   | XXO   | O     | XO    | XXX   |       |       | 1,94   |                 |
| 7   | Zheng Dazhen       | Cina           | –     | O     | O     | O     | O     | XXX   |       |       |       | 1,91   |                 |
| 8   | Louise Ritter      | Stati Uniti    | –     | O     | XO    | XO    | O     | XXX   |       |       |       | 1,91   |                 |
| 9   | Yang Wenqin        | Cina           | –     | O     | O     | O     | XXX   |       |       |       |       | 1,88   |                 |
| 9   | Diana Elliott      | Gran Bretagna  | –     | O     | O     | O     | XXX   |       |       |       |       | 1,88   |                 |
| 11  | Pamela Spencer     | Stati Uniti    | –     | –     | O     | –     | XXX   |       |       |       |       | 1,85   |                 |
| 11  | Niculina Vasile    | Romania        | –     | O     | O     | –     | XXX   |       |       |       |       | 1,85   |                 |
| 11  | Heike Redetzky     | Germania Ovest | –     | O     | O     | XXX   |       |       |       |       |       | 1,85   |                 |
| 11  | Christine Stanton  | Australia      | –     | O     | O     | XXX   |       |       |       |       |       | 1,85   |                 |
| 11  | Brigitte Holzapfel | Germania Ovest | O     | O     | O     | XXX   |       |       |       |       |       | 1,85   |                 |